# Лишманијаза
Лишманијаза или лајшманијаза је болест чији су узрочници праживотиње паразити из рода Leishmania, а шири се уједом једне посебне врсте пешчане мушице. Болест се јавља на три различита начина: као кутана односно лајшманијаза коже, као мукокутана односно лајшманијаза коже и слузнице или као висцерална односно лајшманијаза трбушних органа. Код кожне форме се јављају чиреви на кожи, док се код мукокутане форме јављају чиреви на кожи, у устима и носу, а висцерална форма започиње чиревима на кожи, па се касније јављају температура, смањен број црвених крвних зрнаца и увећање слезине и јетре.
Узрочник инфекције код људи је више од двадесет врста Leishmania-е. Међу факторима ризика су: сиромаштво, потхрањеност, крчење шума и урбанизација. Све три врсте се могу дијагностиковати посматрањем паразита под микроскопом. Поред тога, висцерална болест се може дијагностиковати путем тестова крви.
Делимична превенција лајшманијазе је спавање испод мрежа које су третиране инсектицидом. Међу другим мерама налазе се распршивање инсектицида да би се убиле пешчане мушице и лечење људи у почетним фазама болести како би се спречило даље ширење. Врста терапије се одређује на основу тога како је болест добијена, према врсти Leishmania-е, као и у зависности од врсте инфекције. За висцералну болест се могу користити неки од следећих лекова: липозомни амфотерицин Б, комбинација петовалентног антимона и паромомицина, као и милтефозин. Код кутаног облика болести делотворни су лекови паромомицин, флуконазол, или пентамидин .
Тренутно је инфицирано око дванаест милиона људи у око деведесет и осам земаља. Сваке године дође до појаве око два милиона нових случајева и између двадесет и педесет хиљада смртних случајева. Око двеста милиона људи у Азији, Африци, Јужној и Централној Америци, као и јужној Европи живи у подручјима где је болест уобичајена. Светска здравствена организација је добила попуст на неке лекове за лечење ове болести. Болест се може јавити и код извесног броја животиња, укључујући псе и глодаре.